# Instituto Karolinska
El Instituto Karolinska (KI; en sueco: Karolinska Institutet; a veces referido como el (Real) Instituto Carolino en Español) es una institución universitaria médica situada en Solna, cerca de Estocolmo, en Suecia, y es uno de los principales centros educativos universitarios del mundo en el campo de la medicina, siendo referencia principalmente en los campos de ginecología, genética y neurociencia.
La Asamblea Nobel del Instituto Karolinska entrega los Premios Nobel en Fisiología y Medicina. La asamblea consiste en cincuenta profesores de varias disciplinas médicas de la universidad. El actual  rector del Instituto Karolinska ess Ole Petter Ottersen, quien asumió en agosto de 2017. El Instituto Karolinska es consistentemente mencionado entre las mejores escuelas de medicina del mundo, alcanzando el sexto lugar mundialmente en 2021.

## Historia
El Instituto Karolinska fue fundado entre 1810 y 1811, después de la Guerra Finlandesa, como centro de entrenamiento para cirujanos del ejército. El nombre original era al principio "Medico-Chirurgiska Institutet". En 1817 el prefijo “Karolinska” fue añadido como referencia al rey sueco Carlos XIII de Suecia (Karl, en sueco), convirtiéndose en el "Kongliga Carolinska Medico Chirurgiska Institutet". En 1968 fue renombrado por “Karolinska Institutet”.
Entre sus fundadores destaca Jöns Jacob Berzelius, profesor de química y farmacia, y uno de los fundadores de la química moderna.
En 1861, gracias a su creciente reconocimiento, este instituto recibió el estatus de universidad. Actualmente es la única universidad sueca de medicina y de otras ciencias afines, como odontología, toxicología y fisioterapia.
La Asamblea Nobel del Instituto Karolinska es la responsable de nombrar cada año al ganador del Premio Nobel de Fisiología o Medicina.

## Graduados famosos
- Hugo Theorell, laureado con el Premio Nobel de Fisiología o Medicina en 1955
- Torsten Wiesel, laureado con el Premio Nobel de Fisiología o Medicina en 1981

## Áreas de estudio
- Departamento de Biociencias y Nutrición
- Departamento de Biología Celular y Molecular
- Departamento de Salud Pública
- Departamento de Fisiología y Farmacología
- Departamento de Ciencias Clínicas y Educación, Södersjukhuset
- Departamento de Neurociencia Clínica
- Departamento de Ciencias Clínicas de Intervención y Tecnología
- Departamento de Ciencias Clínicas, Hospital Danderyd
- Departamento de Salud de la Mujer y de la Infancia
- Departamento de Medicina de Laboratorio
- Departamento de Aprendizaje, Informática, Gestión y Ética
- Departamento de Medicina, Huddinge
- Departamento de Medicina, Solna
- Departamento de Bioquímica Médica y Biofísica
- Departamento de Servicios Médicos de Epidemiología y Bioestadística
- Departamento de Microbiología y Biología Celular Tumoral
- Instituto de Medicina del Medio Ambiente
- Departamento de Medicina Molecular y Cirugía
- Departamento de Neurobiología, Ciencias de la atención y Sociedad
- Departamento de Neurociencias
- Departamento de Odontología
- Departamento de Oncología, Anatomía Patológica

## Galería

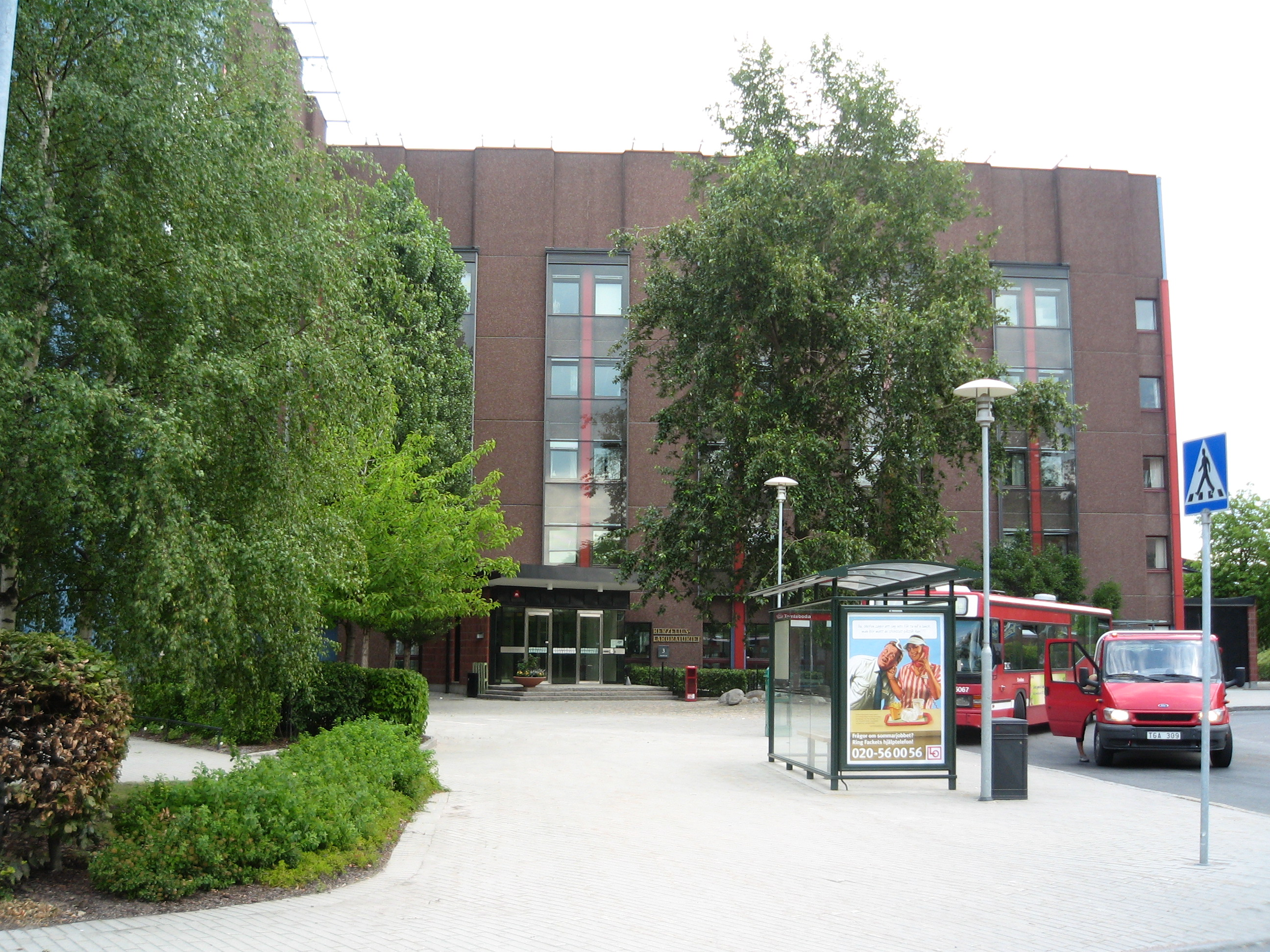
Laboratorio Berzelius, en el campus Solna
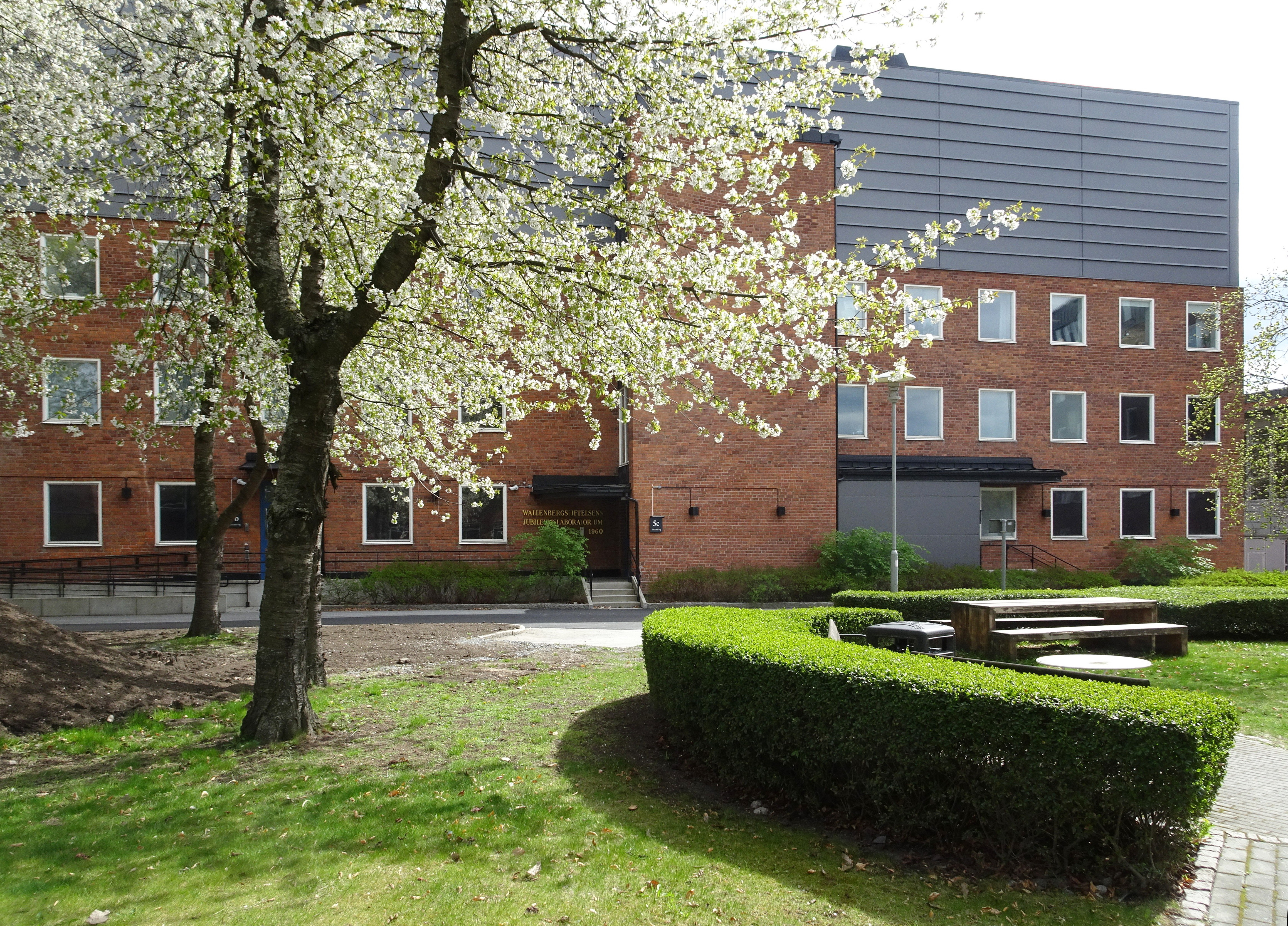
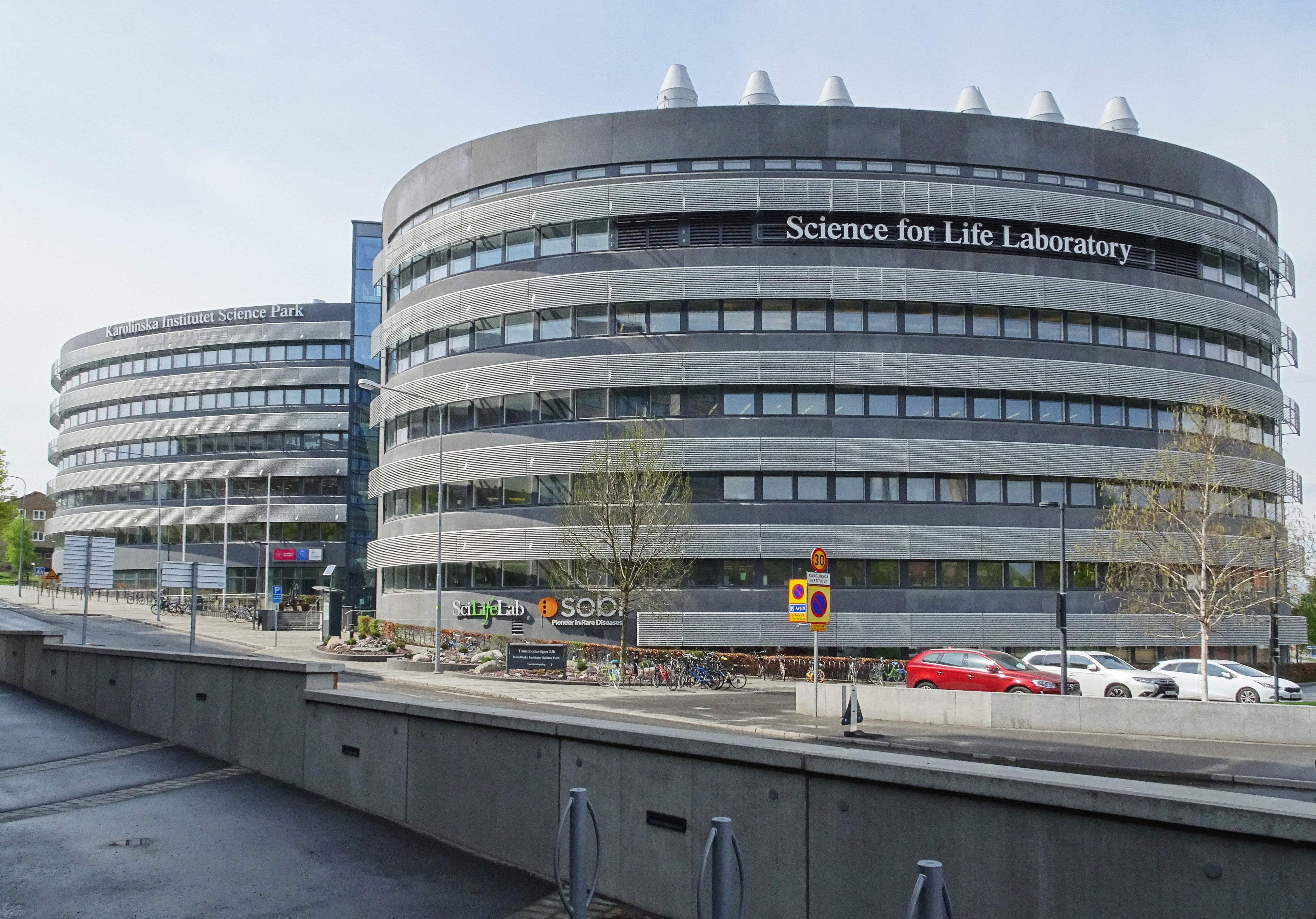
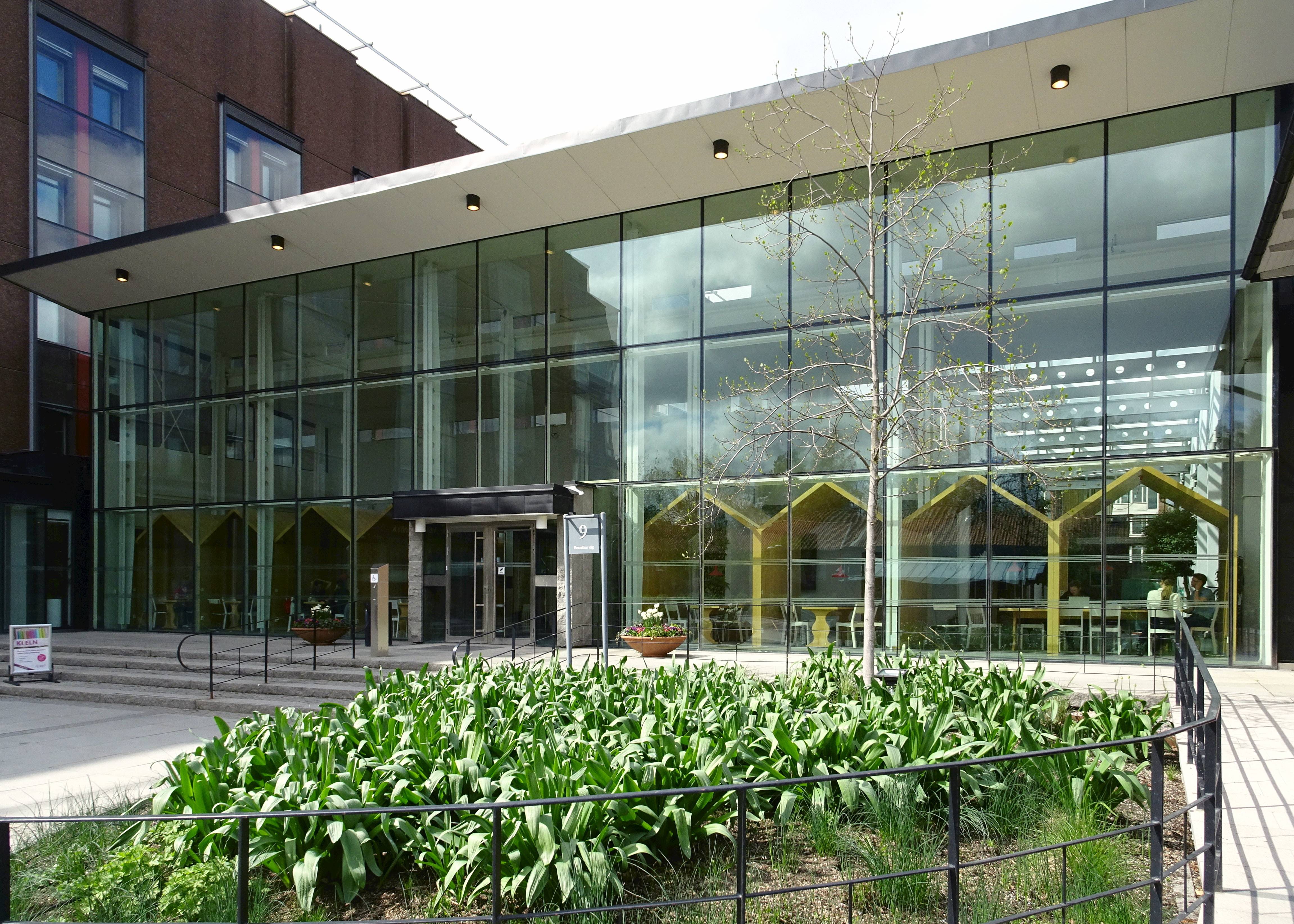
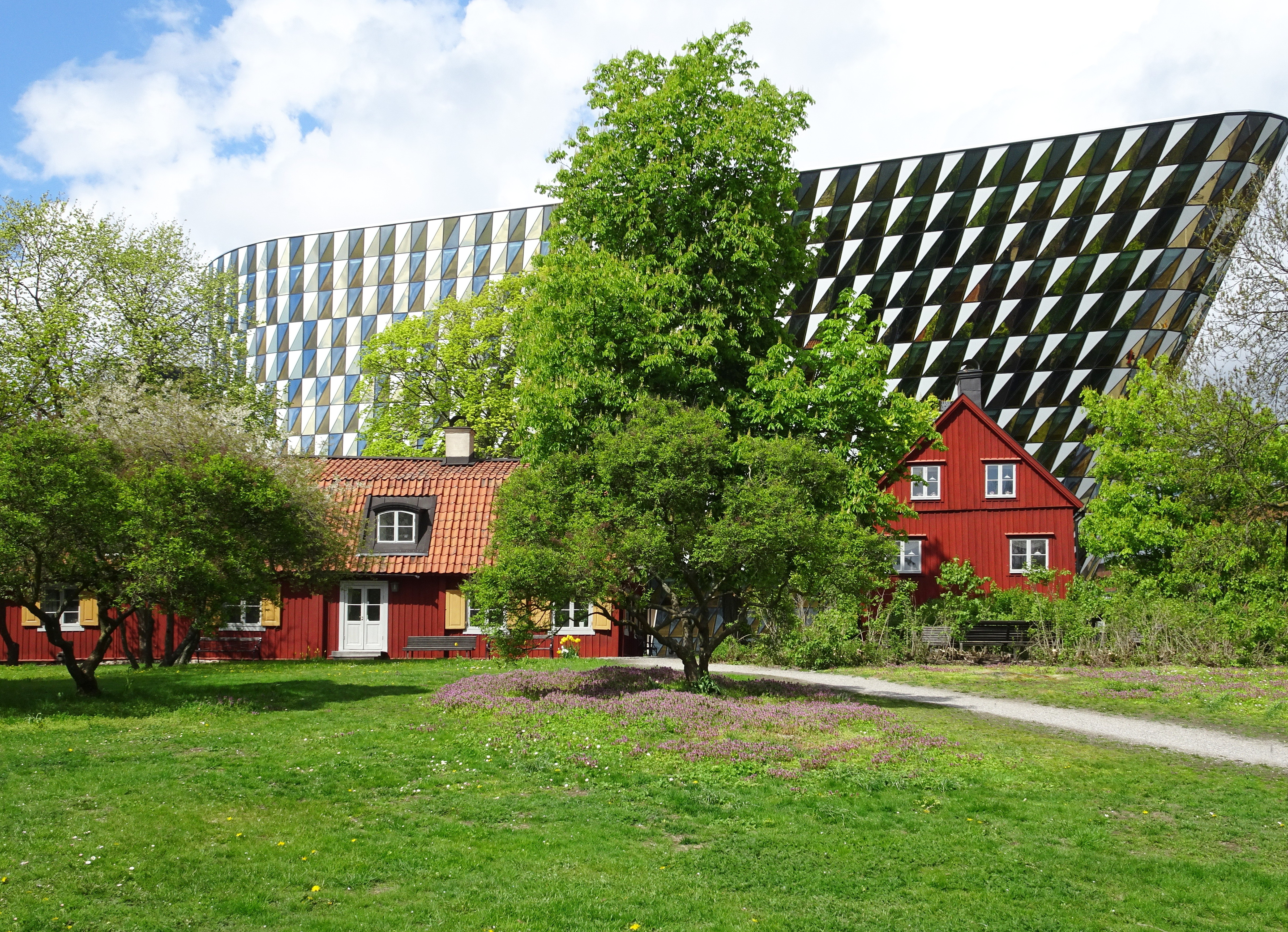
Aula máxima
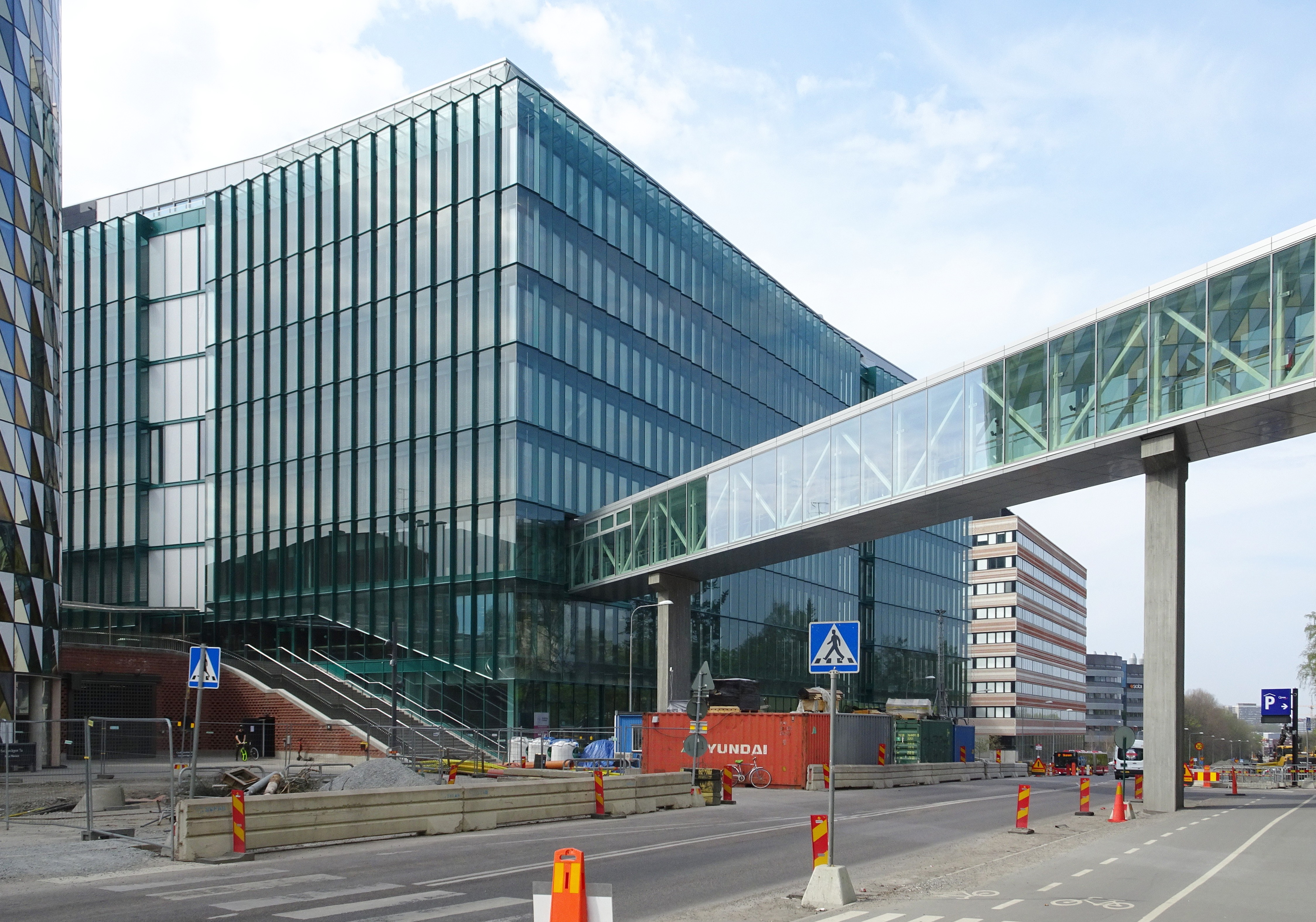
Biomedicum
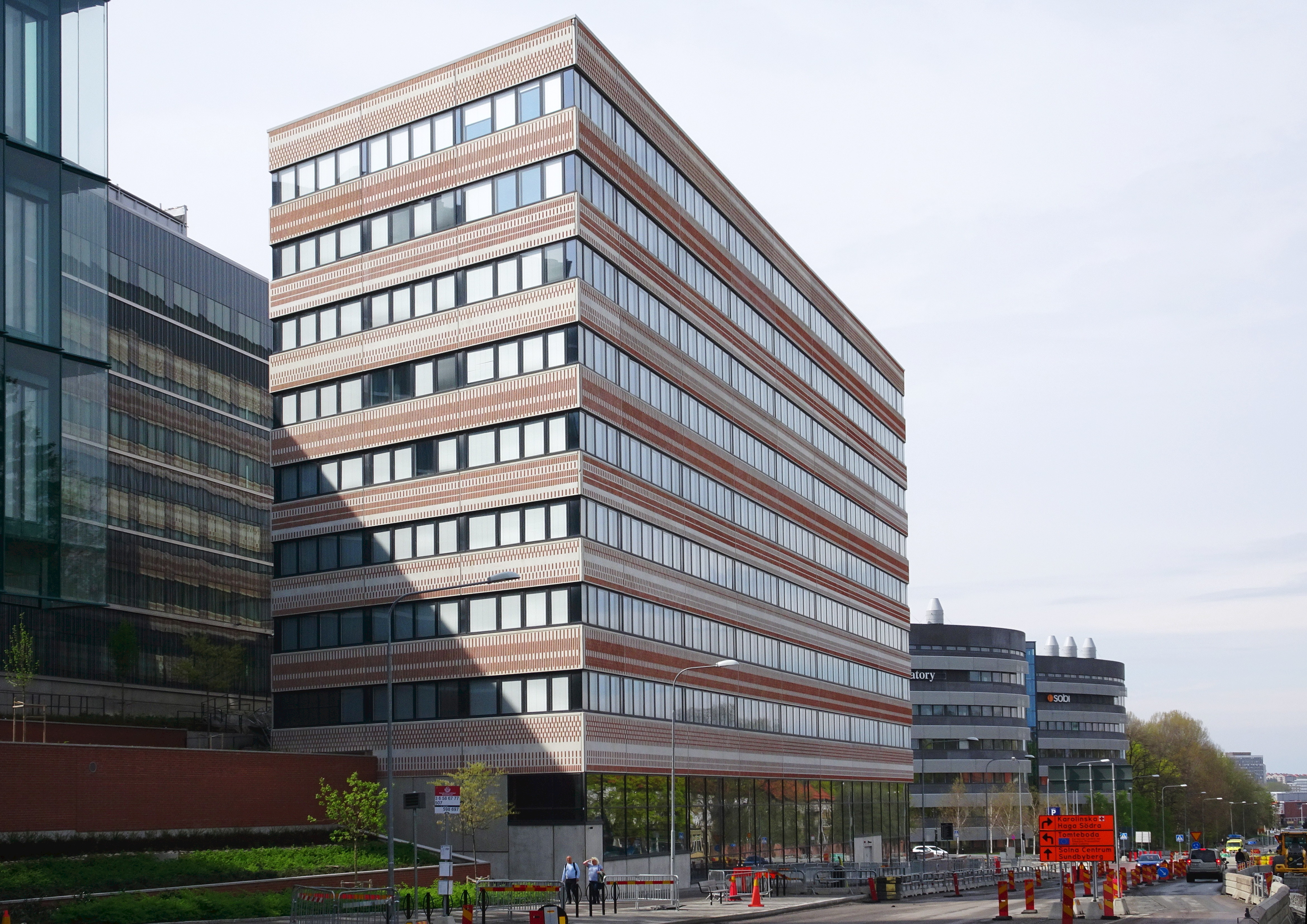